# Niklas Adalberth
Gustav Erik Niklas Adalberth, född 19 oktober 1981 i Uppsala, är en svensk företagsledare och entreprenör. Han är medgrundare av den svenska banken Klarna Bank AB. I februari 2018 lämnade Adalberth Klarna helt för att istället på heltid ägna sig åt Norrsken Foundation, en ideell stiftelse Adalberth grundade 2016 för att stötta entreprenörer som löser samhällsutmaningar som fattigdom, cancer, mental ohälsa eller miljöfrågor.

## Biografi
Adalberth är född och uppvuxen i Uppsala. Under högstadietiden tjänade han bland annat pengar på att förfalska legitimationer och rikskuponger innan han blev upptäckt. Han var under ett år utbytesstudent i Connecticut. Innan han började studera reste och arbetade han bland annat i Schweiz. Han avlade en examen vid Handelshögskolan i Stockholm, där han med barndomsvännen Sebastian Siemiatkowski och Victor Jacobsson grundade Klarna 2005. Han lämnade sin operativa roll i Klarna 2015 och grundade därefter stiftelsen Norrsken.

## Norrsken Foundation
I juni 2016 grundade Adalberth stiftelsen Norrsken. I början av 2017 slog Norrsken upp dörrarna för kontorshotellet Norrsken House i spårvagnshallarna på Birger Jarlsgatan i centrala Stockholm, där över 400 entreprenörer med fokus på socialt entreprenörskap idag arbetar. Adalberth har hittills investerat en miljard kronor i stiftelsen, som utöver att driva Norrsken House även investerat i över 20 bolag, bland dem Karma, Einride, Matsmart, Heart Aerospace och Hygglo. I juni 2019 tillkännagav Norrsken att ett andra Norrsken House öppnas i Kigali, Rwanda, med målet att bli östra Afrikas största hub för entreprenörskap. I juni 2020 tillkännagavs att storbankerna Nordea och SEB samt EU, genom Europeiska Investeringsfonden EIF, valt att investera i Norrskens riskkapitalfond Norrsken VC. Bland tidigare investerare i Norrsken VC finns svenska statens Saminvest samt H&M-familjen Perssons Ramsbury Invest.